# Urawa Red Diamonds
Urawa Red Diamonds (浦和レッドダイヤモンズ Urawa Reddo Daiyamonzu) là một câu lạc bộ bóng đá chuyên nghiệp Nhật Bản hiện đang thi đấu tại J. League Hạng 1. Câu lạc bộ có thể tự hào rằng họ là câu lạc bộ có lượng người đến sân trung bình cao nhất trong 14 trên tổng số 20 mùa giải của J-League. Sau khi câu lạc bộ bắt đầu sử dụng Sân vận động Saitama 2002 mới tại 2001, họ có thêm số lượng ghế dành cho cổ động viên, đỉnh điểm là mùa 2008 với trung bình trên 47,000 khán giả.

Biểu trưng cũ

Cái tên Red Diamonds ám chỉ công ty mẹ Mitsubishi giai đoạn trước chuyên nghiệp. Logo nổi tiếng của tập đoàn gồm ba viên kim cương đỏ, một trong số đó vẫn còn trong huy hiệu câu lạc bộ hiện nay. Câu lạc bộ có trụ sở ở Thành phố Saitama, tỉnh Saitama, tên của câu lạc bộ lại đến từ thành phố trước kia Urawa, hiện là khu Urawa của Thành phố Saitama.

## Lịch sử
Công nghiệp nặng Shin-Mitsubishi thành lập một câu lạc bộ bóng đá năm 1950 ở Kobe và chuyển câu lạc bộ tới Tokyo năm 1958. Năm 1965 là thành viên ban đầu của Japan Soccer League cùng với những câu lạc bộ ngày nay như Sanfrecce Hiroshima, JEF United Ichihara Chiba, Kashiwa Reysol, Cerezo Osaka và 3 câu lạc bộ khác.

## Kết quả tại J.League
| Mùa  | Hạng | Số đội | Vị trí | Trung bình khán giả | J. League Cup | Cúp Hoàng đế | AFC | AFC         | FIFA    |
| ---- | ---- | ------ | ------ | ------------------- | ------------- | ------------ | --- | ----------- | ------- |
| 1992 | –    | –      | –      | –                   | Vòng bảng     | Bán kết      | –   | –           | –       |
| 1993 | J1   | 10     | 10     | 11,459              | Vòng bảng     | Vòng 2       | –   | –           | –       |
| 1994 | J1   | 12     | 12     | 18,475              | Tứ kết        | Vòng 3       | –   | –           | –       |
| 1995 | J1   | 14     | 4      | 19,560              | –             | Tứ kết       | –   | –           | –       |
| 1996 | J1   | 16     | 6      | 24,329              | Vòng bảng     | Bán kết      | –   | –           | –       |
| 1997 | J1   | 17     | 10     | 20,504              | Tứ kết        | Vòng 4       | –   | –           | –       |
| 1998 | J1   | 18     | 6      | 22,706              | Vòng bảng     | Tứ kết       | –   | –           | –       |
| 1999 | J1   | 16     | 15     | 21,206              | Tứ kết        | Vòng 4       | –   | –           | –       |
| 2000 | J2   | 11     | 2      | 16,923              | Vòng 1        | Vòng 4       | –   | –           | –       |
| 2001 | J1   | 16     | 10     | 26,720              | Tứ kết        | Bán kết      | –   | –           | –       |
| 2002 | J1   | 16     | 11     | 26,296              | Á quân        | Vòng 3       | –   | –           | –       |
| 2003 | J1   | 16     | 6      | 28,855              | Vô địch       | Vòng 3       | –   | –           | –       |
| 2004 | J1   | 16     | 2      | 36,660              | Á quân        | Bán kết      | –   | –           | –       |
| 2005 | J1   | 18     | 2      | 39,357              | Bán kết       | Vô địch      | –   | –           | –       |
| 2006 | J1   | 18     | 1      | 45,573              | Tứ kết        | Vô địch      | –   | –           | –       |
| 2007 | J1   | 18     | 2      | 46,667              | Tứ kết        | Vòng 4       | CL  | Vô địch     | Hạng ba |
| 2008 | J1   | 18     | 7      | 47,609              | Vòng bảng     | Vòng 5       | CL  | Bán kết     | –       |
| 2009 | J1   | 18     | 6      | 44,210              | Tứ kết        | Vòng 2       | –   | –           | –       |
| 2010 | J1   | 18     | 10     | 39,941              | Vòng bảng     | Tứ kết       | –   | –           | –       |
| 2011 | J1   | 18     | 15     | 33,910              | Á quân        | Tứ kết       | –   | –           | –       |
| 2012 | J1   | 18     | 3      | 36,634              | Vòng bảng     | Vòng 4       | –   | –           | –       |
| 2013 | J1   | 18     | 6      | 37,100              | Á quân        | Vòng 3       | CL  | Vòng bảng   | –       |
| 2014 | J1   | 18     | 2      | 35,516              | Tứ kết        | Vòng 3       | –   | –           | –       |
| 2015 | J1   | 18     | 3      | 38,745              | Tứ kết        | Runners-up   | CL  | Vòng bảng   | –       |
| 2016 | J1   | 18     | 2      | 36,935              | Vô địch       | Vòng 16 đội  | CL  | Vòng 16 đội | –       |
| 2017 | J1   | 18     | 7      | 33,542              | Tứ kết        | Vòng 4       | CL  | Vô địch     | Hạng 5  |

## Danh hiệu

### Quốc nội
Mitsubishi (Nghiệp dư)
- Japan Soccer League Hạng 1
  - Vô địch: (4) 1969, 1973, 1978, 1982
- Japan Soccer League Hạng 2
  - Vô địch: (1) 1989/90
- Cúp Hoàng đế
  - Vô địch: (4) 1971, 1973, 1978, 1980
- JSL Cup
  - Vô địch: (2) 1978, 1981
- Super Cup
  - Vô địch: (3) 1979, 1980, 1983

Urawa Red Diamonds (Chuyên nghiệp)
- J. League Hạng 1
  - Vô địch: (1) 2006
  - Á quân: (5) 2004, 2005, 2007, 2014, 2016
- J. League Hạng 2
  - Á quân: (1) 2000
- Cúp Hoàng đế
  - Vô địch: (2) 2005, 2006
  - Á quân: (1) 2015
- J. League Cup
  - Vô địch: (2) 2003, 2016
  - Á quân: (4) 2002, 2004, 2011, 2013
- Super Cup
  - Vô địch: (1) 2006
  - Á quân: (3) 2007, 2015, 2017

### Châu lục
- AFC Champions League
  - Vô địch: (3) 2007, 2017, 2022–23

### Quốc tế
- FIFA Club World Cup
  - Hạng ba: (1) 2017
- Suruga Bank Championship
  - Vô địch (1) : 2017

## Cầu thủ

### Đội hình hiện tại
Tính tới 17 tháng Giêng 2018.

Ghi chú: Quốc kỳ chỉ đội tuyển quốc gia được xác định rõ trong điều lệ tư cách FIFA. Các cầu thủ có thể giữ hơn một quốc tịch ngoài FIFA.
| Số | VT | Quốc gia | Cầu thủ                       |
| -- | -- | -------- | ----------------------------- |
| 1  | TM | Nhật Bản | Shusaku Nishikawa             |
| 2  | HV | Brasil   | Maurício Antônio              |
| 3  | TV | Nhật Bản | Tomoya Ugajin                 |
| 5  | HV | Nhật Bản | Tomoaki Makino                |
| 6  | HV | Nhật Bản | Wataru Endo                   |
| 7  | TV | Nhật Bản | Kosuke Taketomi               |
| 9  | TĐ | Nhật Bản | Yuki Muto                     |
| 10 | TV | Nhật Bản | Yōsuke Kashiwagi (đội trưởng) |
| 11 | TV | Curaçao  | Quenten Martinus              |
| 14 | TV | Nhật Bản | Tadaaki Hirakawa              |
| 15 | TV | Nhật Bản | Kazuki Nagasawa               |
| 16 | TV | Nhật Bản | Takuya Aoki                   |
| 18 | TV | Nhật Bản | Naoki Yamada                  |
| 19 | TĐ | Úc       | Andrew Nabbout                |

| Số | VT | Quốc gia | Cầu thủ            |
| -- | -- | -------- | ------------------ |
| 20 | TĐ | Nhật Bản | Tadanari Lee       |
| 21 | TĐ | Slovenia | Zlatan Ljubijankić |
| 22 | TV | Nhật Bản | Yuki Abe           |
| 23 | TM | Nhật Bản | Nao Iwadate        |
| 25 | TM | Nhật Bản | Tetsuya Enomoto    |
| 26 | HV | Nhật Bản | Takuya Ogiwara     |
| 27 | HV | Nhật Bản | Daiki Hashioka     |
| 28 | TM | Nhật Bản | Haruki Fukushima   |
| 29 | TV | Nhật Bản | Kai Shibato        |
| 30 | TĐ | Nhật Bản | Shinzo Koroki      |
| 31 | HV | Nhật Bản | Takuya Iwanami     |
| 38 | TV | Nhật Bản | Daisuke Kikuchi    |
| 46 | HV | Nhật Bản | Ryota Moriwaki     |

### Cho mượn
Ghi chú: Quốc kỳ chỉ đội tuyển quốc gia được xác định rõ trong điều lệ tư cách FIFA. Các cầu thủ có thể giữ hơn một quốc tịch ngoài FIFA.
| Số | VT | Quốc gia | Cầu thủ                               |
| -- | -- | -------- | ------------------------------------- |
| —  | HV | Nhật Bản | Rikiya Motegi (CLB Montedio Yamagata) |
| —  | HV | Nhật Bản | Takuya Okamoto (CLB Shonan Bellmare)  |
| —  | TV | Nhật Bản | Ryotaro Ito (CLB Mito Hollyhock)      |

| Số | VT | Quốc gia | Cầu thủ                                |
| -- | -- | -------- | -------------------------------------- |
| —  | TV | Nhật Bản | Haruki Izawa (CLB Tokushima Vortis)    |
| —  | TV | Nhật Bản | Yoshiaki Komai (CLB Consadole Sapporo) |
| —  | TĐ | Nhật Bản | Ado Onaiwu (CLB Renofa Yamaguchi)      |

### World Cup
Những cầu thủ dưới đây từng thi đấu tại World Cup khi đang đá cho Urawa Red Diamonds:
World Cup 1998
- Masayuki Okano
- Shinji Ono

World Cup 2006
- Alex
- Shinji Ono
- Keisuke Tsuboi

World Cup 2010
- Yuki Abe

World Cup 2014
- Shusaku Nishikawa

### Cựu cầu thủ quốc tế
| JFA. - Masayuki Okano - Shinji Ono - Keisuke Tsuboi - Alex - Masahiro Fukuda - Yuichiro Nagai - Nobuhisa Yamada - Marcus Tulio Tanaka - Tatsuya Tanaka - Hajime Hosogai - Shinji Jojo - Yuichiro Nagai - Genki Haraguchi |  | AFC/ CAF/ OFC. - Matthew Spiranovic - Ned Zelić - Emerson - Cho Kwi-jea - Gwak Kyung-keun - Wilfried Sanou - Faisal Mohammed |  | UEFA. - Michael Baur - Tomislav Marić - Brian Steen Nielsen - Basile Boli - Uwe Bein - Guido Buchwald - Uwe Rahn - Michael Rummenigge - Giuseppe Zappella - Željko Petrović - Alfred Nijhuis - Andrzej Kubica - Yuriy Nikiforov - Ranko Despotović - Ľubomír Luhový - Miroslav Mentel - Txiki Begiristain - Alpay Özalan |  | CONMEBOL. - Osvaldo Escudero - Victor Ferreyra - Marcelo Morales - Marcelo Trivisonno - Adiel - Adriano - Donizete Oliveira - Edmilson - Edmundo - Harison - Márcio Richardes - Mazola - Nenê - Robson Ponte - Popo - Santos - Toninho - Tuto - Washington - Fernando Picun |  |

## Huấn luyện viên
| Huấn luyện viên           | Quốc tịch   | Giai đoạn               |
| ------------------------- | ----------- | ----------------------- |
| Mori Takaji               | Nhật Bản    | 1993                    |
| Yokoyama Kenzo            | Nhật Bản    | 1994                    |
| Holger Osieck             | Đức         | 1/1/1995 – 31/12/1996   |
| Ove Flindt Bjerg          | Đan Mạch    | 1/1/1996 – 31/12/1996   |
| Horst Köppel              | Đức         | 1/1/1997 – 31/12/1997   |
| Hara Hiromi               | Nhật Bản    | 1998–99                 |
| Aad de Mos                | Hà Lan      | 1/7/1999 – 2/12/1999    |
| Yoshida Yasushi           | Nhật Bản    | 1999                    |
| Saito Kazuo               | Nhật Bản    | 2000                    |
| Yokoyama Kenzo            | Nhật Bản    | 2000                    |
| Tita                      | Brasil      | 1/1/2001 – 30/6/2001    |
| Pita                      | Brasil      | 1/7/2001– 31/12/2001    |
| Hans Ooft                 | Hà Lan      | 2002 – 31/12/2003       |
| Guido Buchwald            | Đức         | 1/1/2004 – 31/12/2006   |
| Holger Osieck             | Đức         | 1/1/2007 – 16/3/2008    |
| Gert Engels               | Đức         | 16/3/2008 – 27/11/2008  |
| Volker Finke              | Đức         | 1/1/2009 – 31/12/2010   |
| Željko Petrović           | Montenegro  | 1/1/2011 – 20/10/2011   |
| Hori Takafumi (tạm quyền) | Nhật Bản    | 20/10/2011 – 31/12/2011 |
| Mihailo Petrović          | Serbia      | 1/1/2012 – 30/7/2017    |
| Takafumi Hori             | Nhật Bản    | 31/7/2017 - 1/4/2018    |
| Tsuyoshi Otsuki           | Nhật Bản    | 3/4/2018 - 24/4/2018    |
| Oswaldo de Oliveira       | Brasil      | 25/4/2018 – 28/5/2019   |
| Tsuyoshi Otsuki           | Nhật Bản    | 29/5/2019 - 22/12/2020  |
| Ricardo Rodríguez         | Tây Ban Nha | 22/12/2020 – 30/10/2022 |
| Maciej Skorża             | Ba Lan      | 11/11/2022 – nay        |